# Castillo de Dachswangen
El Castillo de Dachswangen es un castillo desaparecido cerca de Umkirch  en el distrito de Brisgovia-Alta Selva Negra en Baden-Wurtemberg, Alemania.